# Scotoniscus macromelos
Scotoniscus macromelos là một loài chân đều trong họ Trichoniscidae. Loài này được Racovitza miêu tả khoa học năm 1908.